# Уилсън Прайс Хънт
Уилсън Прайс Хънт (на английски: Wilson Price Hunt) е американски трапер, изследовател на Скалистите планини.

## Ранни години (1783 – 1810)
Роден е на 20 март 1783 година в Асбъри, Ню Джърси, САЩ. Хънт става служител в „Тихоокеанската компания“, създадена през 1810 от Джон Джейкъб Астор (Йохан Якоб Астор) за търговия с ценни кожи. На базата на събраните сведения от Мериуедър Луис и Уилям Кларк, Хънт предприема пътуване на запад.

## Изследователска дейност (1810 – 1811)
На 16 ноември 1810 пристига в Сейнт Луис и цяла зима събира отряд, с който на 22 април 1811 потегля на запад. Изкачва се по река Мисури до 44º с.ш., пресича на запад прериите по южната част на платото Мисури и на юг от него открива масива Блек Хилс (2207 м). Заобикаля го от север и достига до хребета Биг Хорн, пресича хребета на юг от най-високия му връх (4015 м) и Скалистите планини между хребетите Абсарока (4005 м) и Уинд Ривър (4202 м) и достига до изворите на река Снейк (ляв приток на Колумбия). Спуска се по нея до 44º с.ш. и 117º з.д. и след като се убеждава, че по-нататък по реката е невъзможно плаването, пресича на северозапад Скалистите планини (2772 м), достига до река Колумбия и по нея през февруари се спуска до устието ѝ, в новопостроения форт Астория.
За 340 дни Хънт и неговите спътници изминават 2073 мили, като откриват нов по-лек път, различен от този открит от Люис и Кларк, към бреговете на Тихия океан.

## Следващи години (1811 – 1842)
През 1814 г. „Тихоокеанската компания“ е продадена. През 1817 Хънт купува хиляди акра земя близо до Сейнт Луис, където живее до смъртта си на 13 април 1842 година.